# 스이타 신호장
스이타 신호장(일본어: 吹田信号場, すいたしんごうじょう)는 일본 오사카부 스이타시에 있는 서일본 여객철도 (JR 서일본) 도카이도 본선의 스이타 역와 센리오카역 사이에 있는 화물 지선상에 존재하는 신호장이다.
예전에는 스이타 조차장(일본어: 吹田操車場)으로 간사이 지방의 제일 큰 조차장이었지만, 1984년 2월 야드 집합 수송 체계의 종결로 신호장으로 격하되었다.
위치상으로는 여객선 상의 기시베역의 북측에 존재하지만, 기시베 역과는 동일 구내로 취급하지 않는다.

## 개요
도카이도 본선과 산요 본선에 직통하는 화물 열차에서의 승무원 교대 등으로 많은 열차가 운전 정차한다. 산요 본선과 호쿠리쿠 본선에 직통하는 열차는 교직류 겸용의 기관차를 직류 전용 기관차로 교환한다든지, 비전화되어 있는 조토 화물선에 발착하는 화물 열차는 디젤 기관차로 교체한다든지 하는 작업을 행하기도 한다. 또, 배선상 직통할 수 없는 도카이도 선과 오사카 화물터미널역의 열차, 산요 선과 우메다 화물선에의 열차가 이곳에서 기관차 교체를 행한다. 현재의 사용 중인 영역은 크게 3개로 나누어서, 센리오카 역에 가까운 구 스이타 제 3에서는 오사카 화물터미널에의 분기가, 스이타 역의 서측 구 스이타 제 6에서는 상행 열차의 운전 정차 및 기관차 교체가, 또, 스이타 역에 가까운 스이타 제 7에서는 하행 열차의 운전 정차, 기관차 교체가 이루어지고 있다. 도카이도·고세이 선에서의 우메다아지카와구치 발착 열차에는 정차하지 않는 경우가 많다. 스이타 제 7은 특급 '하루카', '구로시오'등의 도카이도 선으로부터 한와 선 방면으로 직통하는 여객 열차도 이용하고 있으며, 스이타 제 6에서는 신오사카 발착의 '구로시오'가 회차하기 위해 사용한다. 또, 오사카 발착의 특급, 급행 열차에서 무코마치역 (교토 종합 운전소)에 출입하려는 회송 열차는 홋포 화물선과 도카이도 본선을 건너 신호장 내를 지난다. 한시적으로 운행했던 임시 열차인 간사이 특별쾌속 웨스트 관공의 히메지행 열차는, 이곳 구 스이타 제 6에서 회차하여 홋포 화물선 경유로 히메지 역으로 향했던 적도 있다.
재개발 때문에 폐지가 예정되어 있는 우메다 화물역의 기능을 이전하기 위한 일환으로, 2007년 1월부터 스이타 화물터미널역이 기공되어, 2011년경 완공을 목표로 하고 있다.

## 연표
- 1923년 6월 1일 - 일본국유철도의 스이타 조차장으로 개업.
- 1952년 6월 25일 - 스이타 사건 발생.
- 1968년 6월 2일 - 구내에서 화물 열차와 입환용 기관차가 정면 충돌하는 사고 발생.
- 1978년 10월 2일 - 시각표 개정에 따라서 당시 사상 최대 규모로 화물 열차의 설정이 사라졌다. 그 이후, 취급 화차 수도 크게 줄었다.
- 1980년 10월 1일 - 시각표 개정, 화물 취급량 감소.
- 1982년 11월 15일 - 오사카 화물터미널역에의 화물 지선 개통.
- 1984년 2월 1일 - 시각표 개정부터 조차장 기능을 폐지하고, 신호장으로 격하되어 스이타 신호장이 됨.
- 1987년 4월 1일 - 일본국유철도 분할 민영화에 따라서 서일본 여객철도의 관할 시설이 됨. 조차장이었던 부지는 일본국유철도 청산 사업단에 넘겨져 우메다 역의 시설 이전 계획이 밝혀짐.
- 2007년 1월 30일 - 스이타 화물터미널역 기공식.